# José Refugio Esparza Reyes
José Refugio Esparza Reyes (Villa Juárez, Aguascalientes, 1921-12 de novembre de 2015) va ser un mestre i polític mexicà, membre del Partit Revolucionari Institucional (PRI), governador d'Aguascalientes de 1974 a 1980. Va ser mestre normalista i dirigent del Sindicat Nacional de Treballadors de l'Educació (SNTE) en la 3a Secció corresponent a Aguascalientes. Va ser diputat al Congrés d'Aguascalientes i diputat federal, president estatal del PRI i oficial major del Departament d'Assumptes Agraris i Colonització.
| Precedit per: Francisco Guel Jiménez | Governador d'Aguascalientes 1974 - 1980 | Succeït per: Rodolfo Landeros Gallecs |